# Chiesa di San Mamiliano (Sovana)

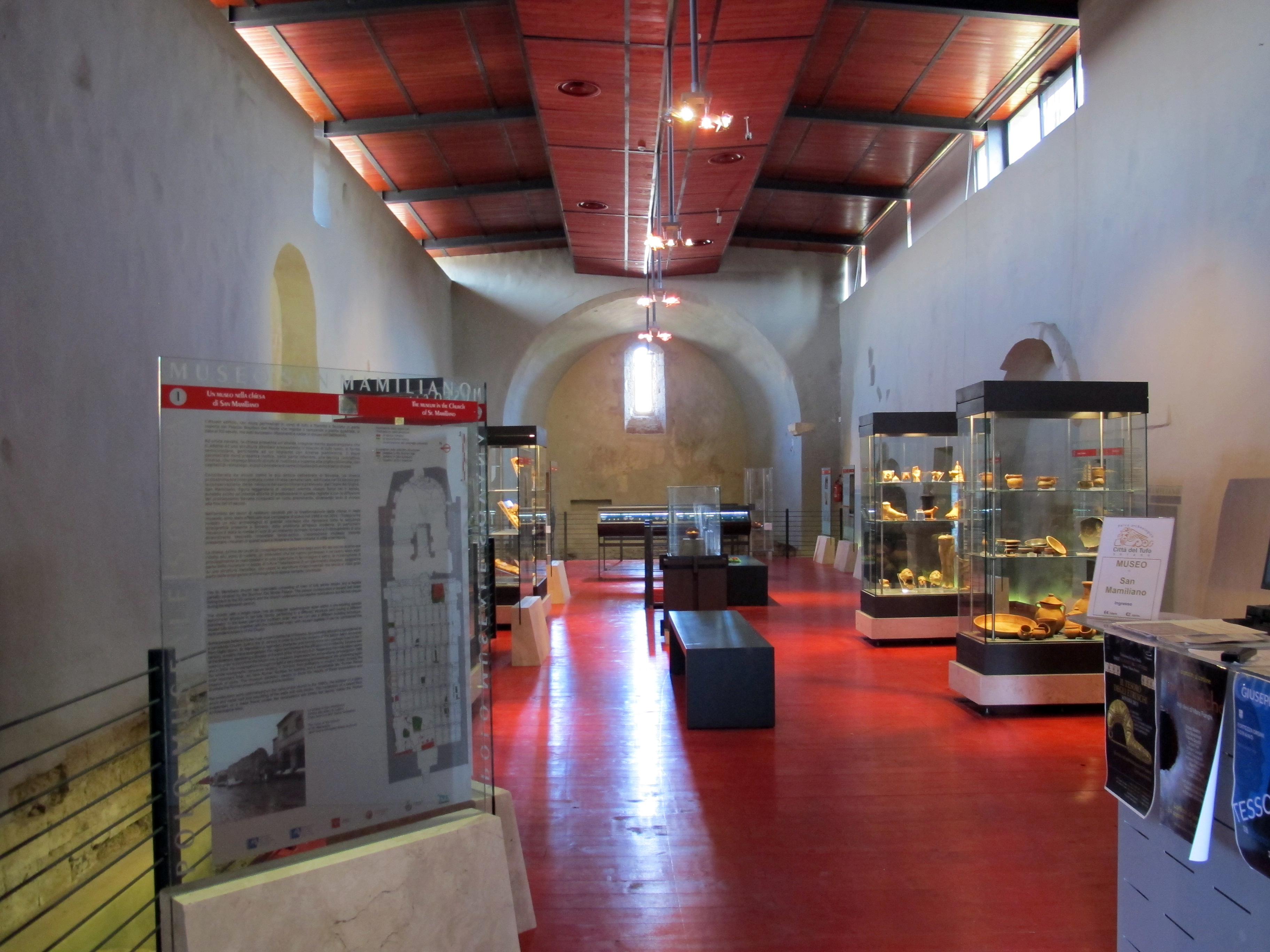
Interno

La chiesa di San Mamiliano è stato un luogo di culto cattolico situato nel centro storico di Sovana, in provincia di Grosseto. Sconsacrata, ospita oggi all'interno un museo archeologico di reperti locali, tra cui spicca l'eccezionale tesoro di solidi bizantini, detto il tesoro di san Mamiliano. 

## Storia
La chiesa risulta essere la più antica del centro storico e, secondo alcuni studiosi, nel corso del VI secolo è stata la prima sede vescovile della diocesi: in quell'epoca l'edificio religioso era certamente intitolato ad un altro santo.
Costruita durante il periodo paleocristiano, in alcuni punti poggia su strutture ancor più antiche, provenienti quasi certamente da edifici dismessi di epoca etrusco-romana. Ulteriori lavori di ampliamento sono stati effettuati in epoche successive, ma comunque entro il Duecento.
Il successivo trasferimento della cattedra vescovile presso il Duomo, la cattedrale dei Santi Pietro e Paolo, e il lento ed inesorabile declino conosciuto dalla città dal periodo della dominazione senese in poi, hanno portato ad un graduale abbandono dell'edificio religioso che, nel corso dei secoli, è andato incontro ad un progressivo degrado che ha compromesso parte della struttura.
Recenti restauri hanno permesso di riportare la chiesa agli antichi splendori, oltre a portare alla luce numerose tombe e perfino un tesoro di circa 500 monete d'oro fior di conio che era segretamente custodito al suo interno, grazie al contributo di David Tuci, archeologo a cui si deve la scoperta, nascosto sotto l'antico pavimento. Si tratta di 498 solidi d'oro coniati sotto Leone I e Antemio, tra il 457 e il 474, rilevante per numero di pezzi e numero di imperatori rappresentati. Il tesoro, per il quale è stato appositamente creato un museo inaugurato il 30 luglio 2012, è forse il celebre «Tesoro di Montecristo», che Alexandre Dumas descrisse basandosi su leggende popolari. Almeno tre documenti antichi parlano infatti di un tesoro nella chiesa di San Mamiliano a Montecristo: nella seconda metà del Cinquecento il principe di Piombino e il granduca di Toscana vi sconsigliavano di fare ricerche per la presenza di pirati, mentre una spedizione dalla Corsica scovò «ossa bruciate e piccoli vasi neri». Non appare quindi come un caso che un tesoro si trovasse effettivamente nella chiesa di San Mamiliano ma a Sovana, dove si trovano le reliquie del santo e vescovo di Palermo, morto nel 460.

## Descrizione
La chiesa di San Mamiliano si affaccia col suo fianco sinistro sulla piazza del Pretorio, mentre la facciata col portale d'ingresso è adiacente al lato sinistro del palazzo Bourbon del Monte.
La chiesa si presenta ad ampia navata unica, con un'insolita doppia area absidale che rappresenta la parte più antica del periodo paleocristiano; in passato, doveva essere quasi certamente presente una cripta, tipica degli edifici religiosi risalenti a quell'epoca, che poteva trovarsi nell'area sottostante alle due absidi.
Rimasta suggestivamente priva del tetto di copertura come la celebre abbazia di San Galgano, è delimitata da pareti costituite da blocchi di tufo, il cui basamento presenta in alcuni punti strutture etrusco-romane.
La struttura architettonica presenta anche numerosi elementi stilistici romanici, introdotti con i lavori di ampliamento e ristrutturazione avvenuti in più fasi fino al Duecento.